# Glukono-delta-lakton
A glukono-delta-lakton (GDL)  természetes szerves vegyület, melynek képlete C6H10O6. A glükonsav ciklikus észtere. Tiszta formában szobahőmérsékleten fehér, szagtalan, kristályos port alkot.

## Előfordulása
A GDL gyümölcsökben, mézben, és borokban nagy mennyiségben fordulhat elő. Savas tulajdonsága miatt savanykás ízű, de a savanyúsága körülbelül harmada a citromsavénak. A szervezetben cukorrá bomlik, tápértéke azonos mennyiségű cukorral egyenértékű.

## Előállítása
A glükonsav vizes oldatában körülbelül azonos mennyiségű glukono-delta-lakton keletkezik, de a hőmérséklet, valamint a pH növelésével a GDL aránya növelhető.

## Felhasználása
Élelmiszerek esetén általában cukorból, gombák segítségével állítják elő, vagy szintetizálják. Főként különféle fémek megkötésére, valamint savanyúságot szabályozó anyagként alkalmazzák. Egyes esetekben az élelmiszerek előállítása során alkalmazzák, mert megakadályozza a gépek alkatrészeire lerakódó kalcium és magnézium kicsapódását. E575 néven számos élelmiszerben előfordulhat. Napi maximum beviteli mennyisége nincs meghatározva. Nincs ismert mellékhatása.